# دون أورليش
دون أورليش هو أستاذ فخري في مركز تعليم هندسة
الرياضات العلمية (Science Mathematics Engineering Education Center) في جامعة ولاية واشنطن. وقد قام بنشر أكثر من 100 بحث احترافي، كما شارك في كتابة أكثر من 30 دراسة وكتابًا، وهو أكبر المؤلفين في كتاب "Teaching Strategies: A Guide to Effective Teaching" (إستراتيجيات التعليم: دليل التعليم الفاعل)، والذي تم نشره من خلال هاوتون ميفلين في عام 2004.
وقد قام بإجراء دراسة مستقلة تتعلق بـالتقييم المعتمد على المعايير الخاصة وبـتقييم تعلم الطلاب في واشنطن (WASL)، حيث توصل في النهاية إلى أن «تقييم تعلم الطلاب في واشنطن» يعد بمثابة الكارثة. وقد استنتج أورليش أن تقييم تعلم الطلاب في واشنطن فيما يتعلق بمادة العلوم التي يتم تدريسها للصف الخامس يتجاوز المستوى الفكري لأغلبية الطلبة في هذا الصف، وأن تقييم تعلم الطلاب في واشنطن فيما يتعلق بمادة الرياضيات التي يتم تدريسها للصف السابع يشبه كثيرًا اختبار الصف التاسع. وتعد أهداف التعلم المتعلقة بالصف السابع مشابهة بشدة للعديد من الأهداف الخاصة بالصف العاشر.
وقد قام بتأليف كتاب "School Reform and the Great American Brain Robbery" (الإصلاح المدرسي وسرقة العقول الأمريكية الكبرى). وقد قام بتحليل أوجه تقييم تعلم الطلاب في واشنطن باستخدام معايير من علم النفس التنموي ومقاييس التقييم القومي لتطوير
التعليم (NAEP). وقد عثر أورليش على العديد من توقعات مستوى الصف (GLEs)،
وبالتالي توصل إلى أن اختبار تقييم تعلم الطلاب في واشنطن غير مناسب من الناحية التنموية. وقد حصل على جائزة قومية من اتحاد المراقبة وتطوير المناهج نتيجة التحليل النقدي الذي كتبه عن تقييم تعلم الطلاب في واشنطن بالنسبة للصف الرابع، رغم أن مكتب مراقب التعليم العام (OSPI) كان لا يوافق على التحليل.

## وصلات خارجية
- Orlich on the WASL